# Octavio Paz
Octavio Paz (Mixcoac, danas Ciudad de México, 31. ožujka 1914. – Ciudad de México, 19. travnja 1998.), meksički književnik i diplomat, dobitnik Nobelove nagrade za književnost 1990. Uz Borgesa, vjerojatno najutjecajniji hispanoamerički književnik 20. stoljeća.

## Život i djelo
Octavio Paz je rođen u vrijeme Meksičke revolucije u selu Mixcoac, nedaleko Mexico Cityja. Majka je bila Španjolka, a otac mestik - po zanimanju odvjetnik i političar - zastupao je interese indijanaca i bio pomoćnik revolucionara Emilijana Zapate. Njegov djed po očevoj strani je bio istaknuti liberalni intelektualac i autor prvog romana izrazito indijanske tematike. Zahvaljujući djedovoj bogatoj biblioteci, Octavio rano dolazi u doticaj s književnosti.
Školuje se u katoličkoj školi, studira na meksičkom sveučilištu (1932. – 1937.), a 1937. boravi u Španjolskoj i snažno se identificira s antifašističkim republikancima u Španjolskom građanskom ratu. U Meksiku osniva i uređuje više književnih časopisa i revija, među njima i časopis "Taller" (1938.) koji promovira mlade pisce.
Prvu zbirku pjesama objavljuje već 1933. kao 19-godišnjak. Jak utjecaj na njegov rad na početku karijere imao je europski nadrealizam. Većina pjesama iz ovog perioda je u zbirci A la orilla del mundo ("Na obali života", 1942). 
Paz dobiva Guggenheimovu stipendiju i seli za SAD, međutim 1945. seli za Pariz gdje postaje diplomat. U Francuskoj upoznaje nekoliko pisaca koji su ga inspirirali i tijekom diplomatske karijere u Francuskoj napisao je nekoliko zbirki poezije, između ostalih Aguila o sol? ("Orao ili sunce?", 1951.). Kasnije je radio kao meksički veleposlanik u Švicarskoj, Japanu i Indiji, i svaka od kultura ovih zemalja utjecala je na njegovu poeziju, kao npr. haiku i renga. Poznata djela iz ovog perioda su La estación violenta ("Nasilno godišnje doba", 1958.) i Ladera este ("Nagib istoku", 1969.). 
Dao je ostavku na mjesto veleposlanika protestirajući protiv politike meksičke vlade, kada su stotine mladih ubijeni u neredima u vezi s Olimpijskim igrama 1968. Kasnije je radio kao gost-predavač na Cambridgeu godinu dana, a onda se vraća u Meksiko gdje osniva dvoje novine, Plural i Vuelta. Tada izdaje zbirku s najboljim pjesmama iz svoje karijere, Poemas 1935-1975. 
Paz je dobio Nobelovu nagradu za književnost 1990., s obrazloženjem: ”Za strastvenu poeziju sa širokim horizontima, okarakteriziranu vidljivom inteligencijom i ljudskim integritetom”. Dobitnik je nagrade Cervantes te niza drugih priznanja. U rodnom Meksiku je često bio predmetom prijepora i osporavanja.

## Vanjske poveznice
- (engl.) Octavio Paz, Poetryfoundation.org